# Stefano Pilati
Stefano Pilati, född 10 december 1965 i Milano, är en italiensk modedesigner. Sedan 2002 arbetar han som huvuddesigner för Yves Saint Laurent. Stefano Pilati inledde sin karriär på modehuset Cerruti som praktikant. Han blev anställd hos Armani som assistent 1993 och 1995 började han på Prada.